# Mari Lampinen (biathlon)
Mari Lampinen, née le 11 septembre 1971 à Lahti, est une biathlète finlandaise.

## Biographie
Mari Lampinen découvre le biathlon à l'âge de 10 ans, mais s'entraîne de manière sérieuse seulement à partir de ses 18 ans au Lahden SC.
Elle obtient son premier podium individuel en Coupe du monde en 1995 au sprint d'Oberhof.
Après une huitième place sur le sprint des Jeux olympiques de Nagano en 1998, elle remporte la médaille de bronze à la course par équipes aux Mondiaux d'Hochfilzen. Elle a pris part aussi aux Jeux olympiques en 1992 et 1994.

## Palmarès

### Jeux olympiques
| Épreuve / Édition                           | Individuel | Sprint | Relais |
| Jeux olympiques d'hiver de 1992 Albertville | 31e        | 34e    | 5e     |
| Jeux olympiques d'hiver de 1994 Lillehammer | 48e        | 16e    | 10e    |
| Jeux olympiques d'hiver de 1998 Nagano      | 32e        | 8e     | -      |

### Championnats du monde
| Épreuve / Édition                 | individuel                       | Sprint                           | Poursuite                        | Départ en masse                  | Relais                           | Course par équipes               |
| Mondiaux 1993 Borovets            | 23e                              | 35e                              | Épreuve inexistante à cette date | Épreuve inexistante à cette date | 10e                              | 10e                              |
| Mondiaux 1995 Antholz Anterselva  | 17e                              | 15e                              | Épreuve inexistante à cette date | Épreuve inexistante à cette date | 9e                               | 12e                              |
| Mondiaux 1996 Ruhpolding          | 21e                              | 45e                              | Épreuve inexistante à cette date | Épreuve inexistante à cette date | 8e                               | —                                |
| Mondiaux 1997 Osrblie             | 45e                              | 34e                              | 40e                              | Épreuve inexistante à cette date | 10e                              | 6e                               |
| Mondiaux 1998 Pokljuka Hochfilzen | Épreuve inexistante à cette date | Épreuve inexistante à cette date | 18e                              | Épreuve inexistante à cette date | Épreuve inexistante à cette date | Médaille de bronze, monde        |
| Mondiaux 1999 Kontiolahti Oslo    | -                                | 36e                              | 38e                              | -                                | -                                | Épreuve inexistante à cette date |

### Coupe du monde
- Meilleur classement général : 9e en 1995.
- 2 podiums en épreuve individuelle : 2 troisièmes places.

#### Classements annuels
| Année | Classement général final |
| 1992  | 40e                      |
| 1993  | 15e                      |
| 1994  | 63e                      |
| 1995  | 9e                       |
| 1996  | 24e                      |
| 1997  | 71e                      |
| 1998  | 28e                      |